# 4. dzielnica Paryża
4. dzielnica Paryża (fr. 4e arrondissement de Paris) – jedna z 20 dzielnic Paryża.
Dzielnica jest położona na prawym brzegu rzeki Sekwana i graniczy odpowiednio z 1. dzielnicą na zachodzie, 3. dzielnicą na północy, 11 oraz 12. dzielnicą na wschodzie oraz 5. dzielnicą na południu.
W 4. dzielnicy mieści się zabytkowy neorenesansowy ratusz (fr. Hôtel de Ville), Place des Vosges i Centre Pompidou. W skład dzielnicy wchodzą m.in. Wyspa Świętego Ludwika oraz część wyspy Île de la Cité, na której znajduje się Katedra Notre-Dame.

## Geografia
Powierzchnia dzielnicy wynosi 1,6 km² i pod tym względem dzielnica ta jest trzecia od końca w Paryżu.

## Podział
4. dzielnica Paryża dzieli się na cztery mniejsze dzielnice (quartier):
- Quartier de la Folie-Méricourt (41. dzielnica Paryża)
- Quartier Saint-Ambroise (42. dzielnica Paryża)
- Quartier de la Roquette (43. dzielnica Paryża)
- Quartier Sainte-Margherite (44. dzielnica Paryża)

## Demografia
Największa liczba ludności zamieszkiwała dzielnicę w 1861 roku (108 520 mieszkańców). Według szacunków z 2005 dzielnicę zamieszkuje 28 000 mieszkańców. Z tego samego raportu wynika, że zatrudnienie w dzielnicy znalazło 41 424 osób.

### Zmiana populacji dzielnicy
| Rok  | Populacja | Gęstość (na km²) |
| ---- | --------- | ---------------- |
| 1861 | 108,520   | 67,783           |
| 1872 | 95 003    | 59,377           |
| 1954 | 70 944    | 41,638           |
| 1962 | 61 670    | 38,520           |
| 1968 | 54 029    | 33,747           |
| 1975 | 40 466    | 25,275           |
| 1982 | 33 990    | 21,230           |
| 1990 | 32 226    | 20,129           |
| 1999 | 30 675    | 19,160           |
| 2005 | 28 600    | 17,864           |

## Imigracja
Ze spisu przeprowadzonego w 1999 roku wynika, że 78,1% mieszkańców 4. dzielnicy urodziło się na terenie Francji Metropolitarnej. Pozostałe 24,8% urodziło się poza jej granicami, z czego 0,7% stanowią imigranci pochodzący z francuskich terenów zamorskich, 4,8% imigranci urodzeni zagranicą, lecz posiadający francuski paszport od urodzenia (głównie ex-kolonie w Afryce Północnej), 5,6% imigrantów stanowią przedstawiciele EU-15 (Stara Unia), a 10,8% to imigranci pochodzący spoza krajów EU-15.

## Ważniejsze miejsca i zabytki w 4. dzielnicy
- Centrum Pompidou
- Muzeum Adama Mickiewicza w Paryżu
- Katedra Notre-Dame
- Kościół Saint Gervais Saint Protais w Paryżu
- Hotel Lambert
- Ratusz (Hôtel de Ville)